# Orthotrichia udawarama
Orthotrichia udawarama är en nattsländeart som först beskrevs av Schmid 1958.  Orthotrichia udawarama ingår i släktet Orthotrichia och familjen smånattsländor. Inga underarter finns listade i Catalogue of Life.